# Stephen Butler
Stephen Butler –conocido como Steve Butler– (27 de junio de 1963) es un deportista británico que compitió en bádminton para Inglaterra. Ganó una medalla de bronce en el Campeonato Europeo de Bádminton de 1990, en la prueba individual.

## Palmarés internacional
| Representando a Inglaterra |              |                   |            |
| Campeonato Europeo         |              |                   |            |
| Año                        | Lugar        | Medalla           | Prueba     |
| 1990                       | Moscú (URSS) | Medalla de bronce | Individual |